# Test Vogesa-Proskauera

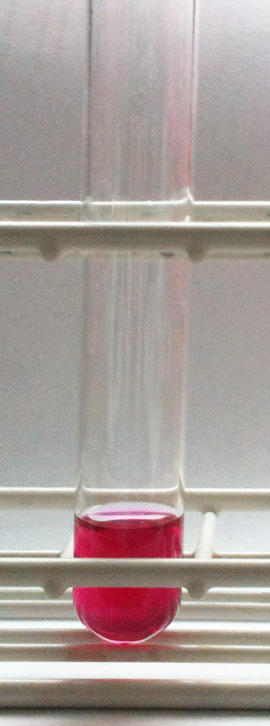
Dodatni test VP (
Enterobacter cloacae)

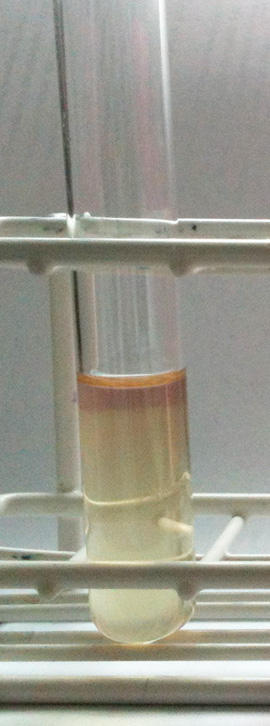
Ujemy test VP (Proteus myxofaciens)

Test Vogesa-Proskauera (ang. Voges-Proskauer test, VP) – test jakościowy wykrywający obecność acetoiny (acetylometylokarbinolu) w koloniach bakterii. Powstaje on podczas wzrostu niektórych bakterii na buforowanym bulionie peptonowo-glukozowym. Należy do serii testów IMViC, służących do identyfikacji przedstawicieli enterobakterii. Do jego przeprowadzenia potrzebne są dwa odczynniki Vogesa-Proskauera: odczynnik A (5% roztwór 1-naftolu w bezwodnym alkoholu) i odczynnik B (40% roztwór wodorotlenku potasu w wodzie destylowanej)
Test opracowali niemieccy bakteriolodzy Otto Voges i Bernhard Proskauer w 1898 roku.